# Будим Виводинський
45°41′ пн. ш. 15°25′ сх. д. / 45.68° пн. ш. 15.42° сх. д.
Будим Виводинський (хорв. Budim Vivodinski) — населений пункт у Хорватії, у Карловацькій жупанії у складі міста Озаль.

## Населення
Населення за даними перепису 2011 року становило 15 осіб.
Динаміка чисельності населення поселення: